# När Bengt och Anders bytte hustrur
När Bengt och Anders bytte hustrur är ett folklustspel i tre akter av Felix Körling.
Pjäsen uruppfördes på Haga friluftsteater i Stockholm 21 juli 1916. I pjäsens ursprungliga uppsättning medverkade Carl-Ivar Ytterman, Uno Lindholm, Anna Taflin, Ellen Olsson och Gösta Gustafson. Fram till 1923 hade pjäsen spelats 337 gånger under fem sommarsäsonger på teatern.
Pjäsen är förlaga till de två filmerna När Bengt och Anders bytte hustrur (1925) och När Bengt och Anders bytte hustrur (1950).